# 야마네 리쿠
야마네 리쿠(일본어: 山根 陸, 2003년 8월 17일 ~ )는 일본의 축구 선수이다. 현재 J1리그의 요코하마 F. 마리노스에서 뛰고 있다.

## 구단 경력
그는 2022년 J1리그의 요코하마 F. 마리노스에 입단했다. 2022년에 J1리그 우승을 차지했다. 2023년 J1리그 2위.

## 국가대표팀 경력
그는 2023년 FIFA U-20 월드컵에 참가할 일본 U-20 국가대표팀에 발탁되었으며, 3경기에 출전, 1득점을 넣었다.